# Hải cẩu ruy băng
Hải cẩu ruy băng (Histriophoca fasciata) là một loài động vật có vú trong họ Hải cẩu thật sự, bộ Ăn thịt. Loài này được Zimmermann mô tả năm 1783.

## Hình ảnh

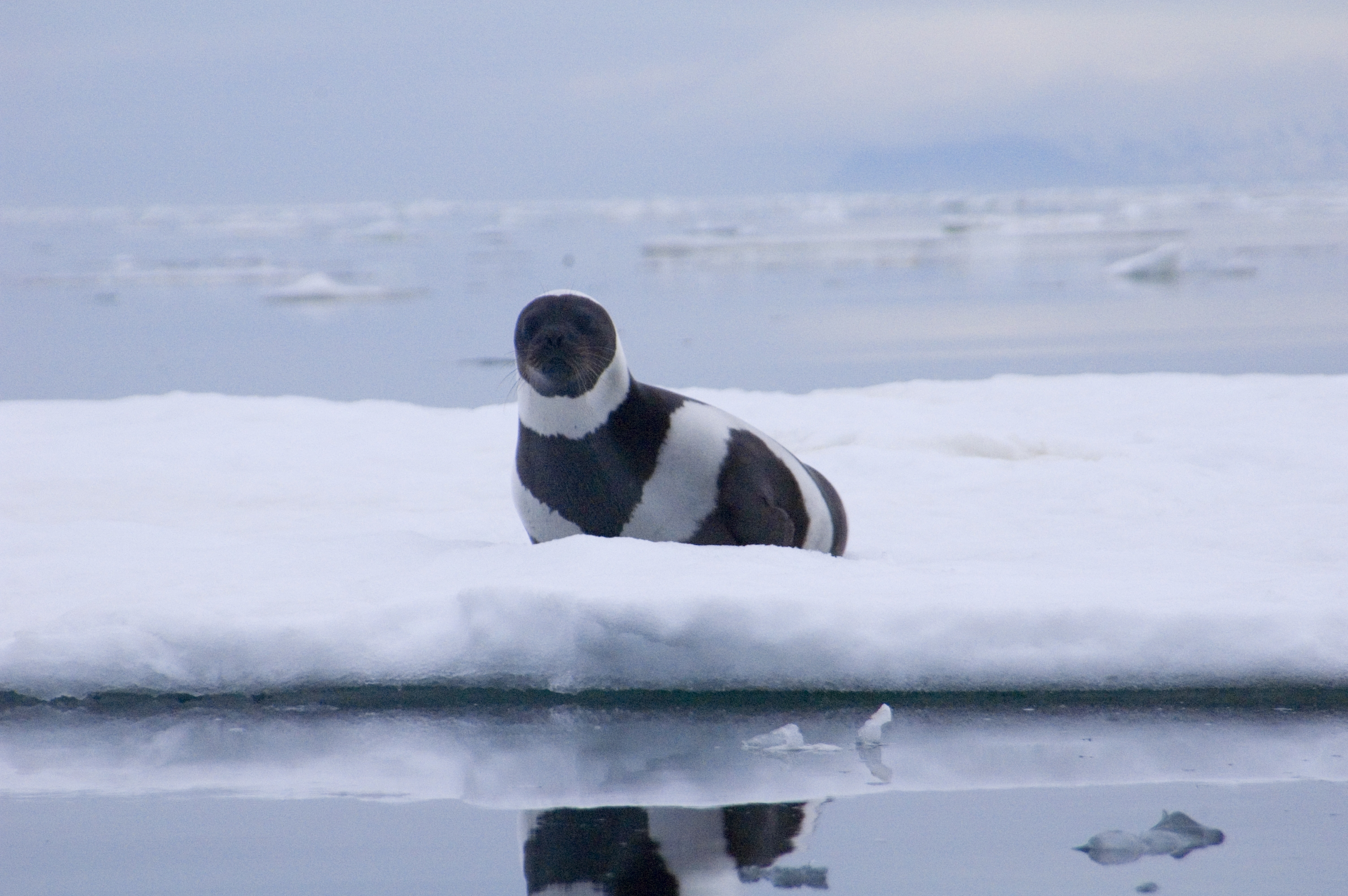
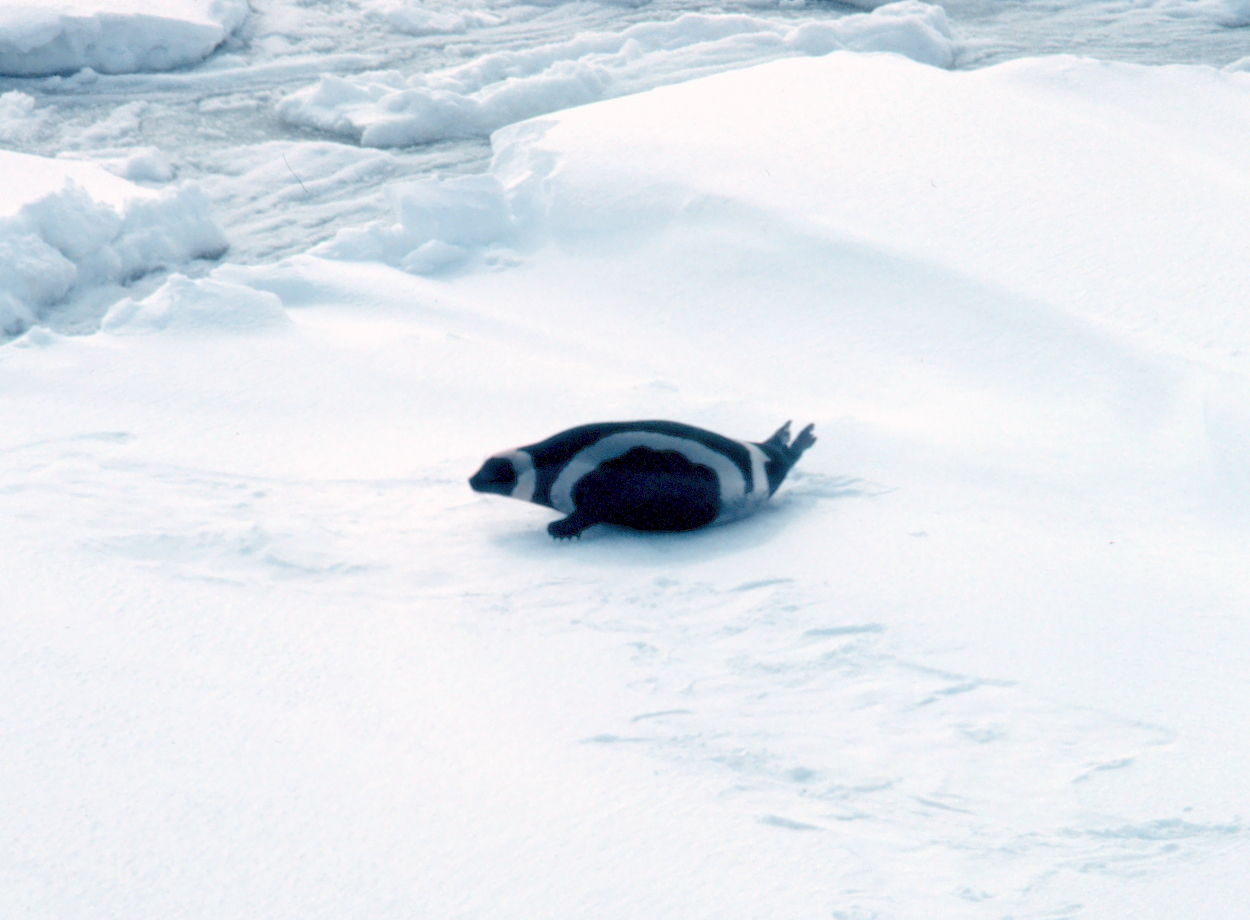
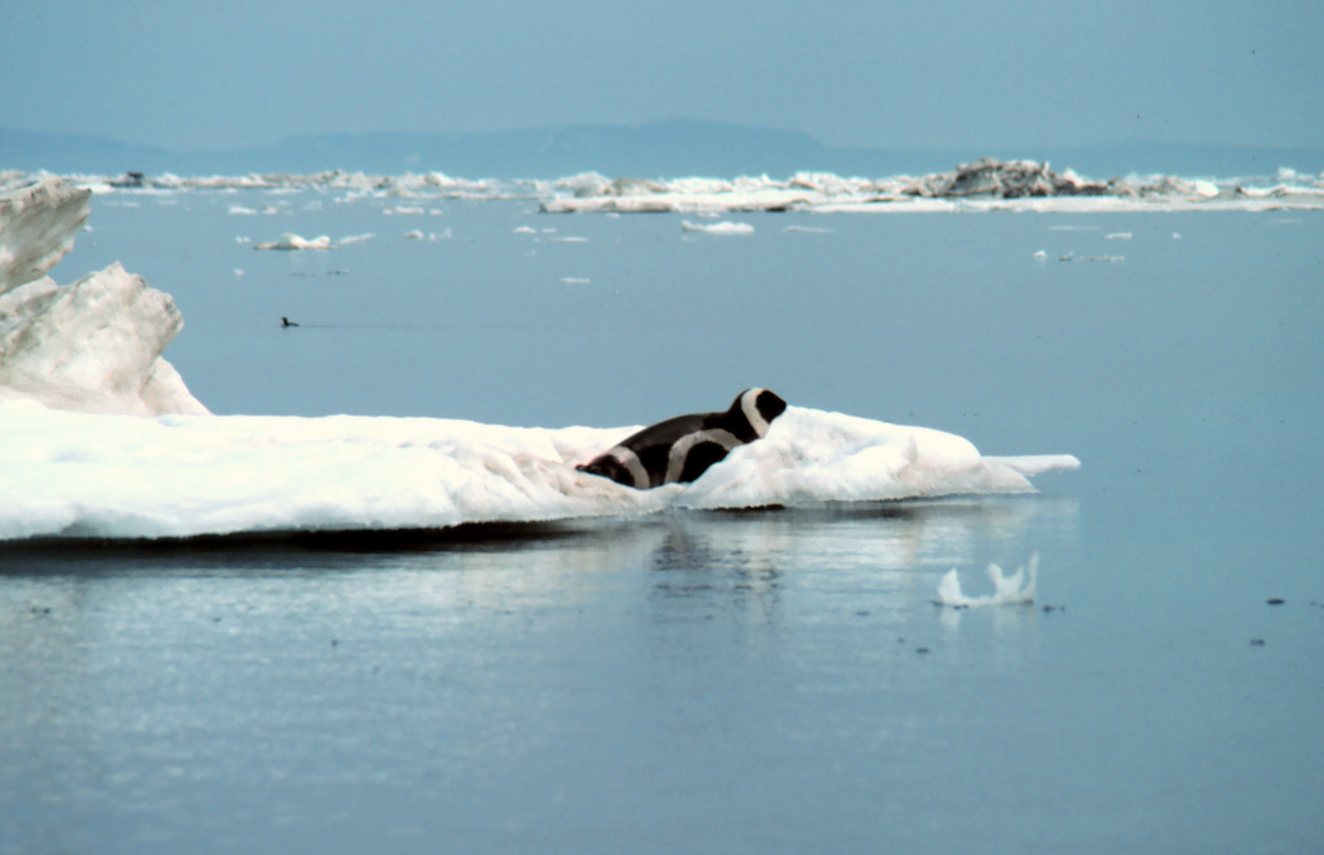